# Glenea kraatzii
Glenea kraatzii is een keversoort uit de familie van de boktorren (Cerambycidae). De wetenschappelijke naam van de soort werd in 1865 gepubliceerd door James Thomson voor een soort die was verzameld in Mindanao.